# Ibrahim Ghaleb
Ibrahim Mohammed Ghaleb Jahshan, noto semplicemente come Ibrahim Ghaleb (in arabo إبراهيم محمد غالب جحشان‎?; Ras Tanura, 28 settembre 1990), è un calciatore saudita, centrocampista attualmente svincolato.

## Caratteristiche tecniche
È un centrocampista centrale abile anche a giocare come centrocampista difensivo.

## Carriera

### Club
Ha giocato nella prima divisione saudita.

### Nazionale
Con la nazionale saudita ha preso parte alla Coppa d'Asia 2015 ed alla Coppa d'Asia 2019.

## Statistiche

### Cronologia presenze e reti in nazionale
| Cronologia completa delle presenze e delle reti in nazionale ― Arabia Saudita | Cronologia completa delle presenze e delle reti in nazionale ― Arabia Saudita | Cronologia completa delle presenze e delle reti in nazionale ― Arabia Saudita | Cronologia completa delle presenze e delle reti in nazionale ― Arabia Saudita | Cronologia completa delle presenze e delle reti in nazionale ― Arabia Saudita | Cronologia completa delle presenze e delle reti in nazionale ― Arabia Saudita | Cronologia completa delle presenze e delle reti in nazionale ― Arabia Saudita | Cronologia completa delle presenze e delle reti in nazionale ― Arabia Saudita |
| Data                                                                          | Città                                                                         | In casa                                                                       | Risultato                                                                     | Ospiti                                                                        | Competizione                                                                  | Reti                                                                          | Note                                                                          |
| ----------------------------------------------------------------------------- | ----------------------------------------------------------------------------- | ----------------------------------------------------------------------------- | ----------------------------------------------------------------------------- | ----------------------------------------------------------------------------- | ----------------------------------------------------------------------------- | ----------------------------------------------------------------------------- | ----------------------------------------------------------------------------- |
| 12-01-2019                                                                    | Dubai                                                                         | Libano                                                                        | 0 – 2                                                                         | Arabia Saudita                                                                | Coppa d'Asia 2019 - 1º turno                                                  | -                                                                             | 85’                                                                           |
| Totale                                                                        |                                                                               | Presenze                                                                      | 1                                                                             |                                                                               | Reti                                                                          | 0                                                                             |                                                                               |

## Palmarès

### Club

#### Competizioni nazionali
- Campionato saudita: 3

Al-Nassr: 2013-2014, 2014-2015, 2018-2019
- Coppa del Principe della Corona saudita: 1

Al-Nassr: 2013-2014